# Oreneta de Tahití
L'oreneta de Tahití (Hirundo tahitica) és una espècie d'ocell de la família dels hirundínids (Hirundinidae). És endèmica de Tahití, l'illa més gran de la Polinèsia francesa. Els seus hàbitat està associat a les costes, però s'està estenent cada cop més a les zones altes boscoses. El seu estat de conservació es considera de risc mínim.

## Taxonomia
Segons la llista mundial d'ocells del Congrés Ornitològic Internacional (versió 10.1, gener 2020) l'oreneta de Tahití té set subespècies. Tanmateix, altres obres taxonòmiques, com el Handook of the Birds of the World i la quarta versió de la BirdLife International Checklist of the birds of the world (desembre 2019), consideren que la subespècie d'Indonèsia (H. tahitica javanica) constitueix una espècie apart. Seguint aquest darrer criteri, la taxomia seria la següent:
- (Hirundo tahitica) stricto sensu - oreneta de Tahití.[1]
- (Hirundo javanica) - oreneta d'Indonèsia.[6]